# 문치주의
문치주의(文治主義) 또는 문치 정치는 학문을 최고의 가치 개념으로하여 정치에서 무인을 제외하고 문인을 주요 파벌로 내세우는 통치 이념이다. 무단 정치와 대비되는 통치 용어이다.

## 개요

### 초기
문치주의 제도의 창시자나 기원은 정확히 알 수 없지만, 보통 유교 등장 이후부터 서서히 제도적 윤곽이 드러났다고 알려졌다. 초기 문치주의 통치 형태는 유교 훈고학이 발달했던 전한(前漢, BC.206 ~ BC.8) 때 최초로 실시된 것이라고 알려져있다. 이 당시는 '문치주의'가 아닌 '예악 정치(禮樂政治)'라고 불렸다. 그러나 당시 예악정치는 체계화 된 제도를 갖추지 못했으며, 이상적이고 모호했기 때문에 실제론 '법형주의(法刑主義)'와 혼합된 상태로 통치 체제가 존속됐다. 그리고 이러한 법형주의적 예악 정치는 오히려 전제주의 정치의 체제를 정당화하는 것으로 이용되었다.

### 송나라의 문치주의
실질적인 문치 정치가 성립된 때는 송나라(宋, 960 ~ 1279) 때 부터이다. 당시 송나라엔 '절도사'란 관직이 있었는데, 이는 당나라 제도로부터 파생된 '절도사'란 것과 유사한 역할을 하는 관직에 속했다. 절도사는 당시 지방 군대의 지도자로서 국경 수비를 책임지는 직책이었는데, 군사력이 절도사에게 몰렸기 때문에 세력을 키운 절도사들로 인한 반란이 끊임 없이 일어났다. 그리고 사실 이러한 문제점은 당나라에서도 나타났으며, 당나라 일대에서 일어난 이러한 '무인들의 난'이 난립한 시기를 오대 십국 시대라고 한다.
이러한 폐단이 잦아지자 송나라를 세운 송태조(宋太祖) 조광윤(趙匡胤)은 절도사 관직의 권한을 대폭 줄이고 과거 제도{科擧制度, 과거 제도는 수나라(隋, 581 ~ 618) 때 '선거제'란 이름으로 최초 시행됨}를 전국적으로 시행하여 문인들에게 행정적 권한을 이양하는 '문치주의적 군주제' 체제를 정비했다. 이러한 체제는 진종에 의해 구체화되었으며, 문인들에게 권력이 집중된 상태에서 과거 제도가 시행되자마자 과거 제도에 백성들이 몰리기 시작하는 동시에 절도사도 문인으로 점차 바뀌기 시작했다. 송나라 성립 초기엔 절도사에게 지방 군대의 지휘권을 주었지만, 문치주의 개혁이 시작된 후엔 지방 군대의 지휘권은 문인이 가지게 되었다. 또한 송태조는 징병제 방식을 모병제 방식으로 고쳐서 군대의 충성심을 높였다.
과거 제도로 문인들이 배출되고, 문인이 권력을 잡자, 당시 송나라는 학문이 지대하게 발전하게 되었으며, 왕의 독단적인 결정이 아닌 현명한 문인들의 조언을 중시하는 문화가 중앙 정치 문화로 굳어졌다. 송나라에서 주자학(朱子學)이 새롭게 정립된 것은 이러한 문치주의 정치와 상당히 관련이 깊은 것으로 알려졌다.
그러나 문치주의 정치는 무인이 천시를 받게함으로 군사력을 낮추는 결정적인 원인이 되었다. 이로 인해 송나라는 북방의 침략 행위를 돈으로 해결하는 등, 비대해진 관료들의 수를 유지하기 위한 지출을 과도하게 하는 등, 여러 가지 문제를 겪었다. 약해진 군사력을 다시 회복하기 위해서 송신종은 왕안석을 등용하여 새로운 부국강병 개혁을 진행하였으나 기존 사대부의 반대로 끝내 개혁이 성공하지는 못했다.

### 한반도의 문치주의

#### 고려
한반도 문화권에서 고려(高麗, 918 ~ 1392) 광종 때 당나라의 제도를 받아들여서 문치주의적 제도를 일부 도입했다. 광종 이후에 나타난 저러한 문지주의적 흐름은 무인 천시를 불러왔다. 일례로 김부식, 윤관, 서희, 강감찬, 강민첨, 최사위, 척준경, 오연총 등 거란 침입을 물리치거나, 여진을 몰아내고 동북9성 개척의 공을 세우거나, 묘청의 난을 진압한 군의 총사령관도 대부분이 문신이었다. 무신이 천대받는 형국이 지속되었고, 거기에 과거에 문과만 있었다는 게 화근이 되어 결국 정중부의 난이 일어나는 계기가 된다. 

#### 조선
조선은 송나라와 명나라의 주자학을 국가 이념으로 해서 문치주의적 군주제 형태로 통치 체제를 정비한 나라에 속한다. 문치주의의 채택은 조선이 발달된 정치 및 행정 제도를 갖추게 된 이유가 됐으며, 유교 이론을 집대성하여 일본에 수출까지 할 정도로 학문적 발전을 거대하게 했다는 점에서 큰 의의를 가진다. 그러나, 공리공론(空理空論)으로 당파를 이루는 정치 행태를 불러왔고 동시에 군사력을 천시하는 결과를 낳았다는 평도 있다. 그리고 전시에 군을 통솔한 총사령관도 대부분이 문신이었다. 그러나, 과거 고려 초기의 경우와 다르게 조선은 이를 보완하기 위해 무과를 신설했고, 그 결과 홍달손, 신경진, 조영무, 구인후, 어유소, 신여철, 유수, 신관호 등 일부 무관들은 정승이나 판서에 오른다. 그러나 조선도 대부분 재상들이 문관이었고, 심지어 계유정난에 공을 세운 한명회도 문신이었다. 심지어 김종서, 황보인, 한명회, 신숙주, 유성룡, 윤두수, 권율, 이원익, 정광필, 심연원, 김여물, 박문수, 오명항, 김상헌, 이극배, 성준, 허침, 허종, 김류, 김경징, 이귀, 이시백, 이시방, 현석규, 송시열, 성희안, 유순정, 곽재우, 김천일, 최경회, 성삼문, 박팽년, 이개, 유성원, 하위지, 구치관, 김국광, 박원형, 홍윤성, 권람, 이극균, 이극돈, 김자점, 심지원, 원두표, 이이첨, 정인홍, 조관빈, 김진구, 김만기, 서문중, 김석주, 민유중, 이시백, 윤필상, 최명길, 김류, 허적, 송시열, 송준길, 정세규, 김시양, 김자점, 이이첨, 윤사흔, 조석문, 윤자운, 유희분, 강홍립, 목창명, 민암 등 임진왜란이나 병자호란 당시 의병으로 활약하거나 군을 총지휘한 사람들이나 여진토벌, 왜구토벌, 야인토벌 총지휘나 계유정난, 중종반정, 인조반정에 앞장선 사람들, 심지어 이시애의 난 진압이나 단종을 위해 목숨을 바친 사육신, 4군6진 개척의 주인공, 조선시대 군권을 쥔 사람들, 북벌을 계획한 사람들도 모두 문관이다. 조선도 무관들이 천시받아 결국 임진왜란이나 병자호란에 이르게 된다.